# SJ V5
Die schwedischen Diesellokomotiven der Baureihe V5 wurden von den schwedischen Staatsbahnen Statens Järnvägar (SJ) von 1975 bis 1978 von der deutschen Lokfabrik Henschel gekauft.

## Geschichte
Der Kauf der Baureihe war eine Fortsetzung der Beschaffung der Reihe SJ V4 mit nun verminderter Leistung. Das Getriebe L4rsU2 stammte von Voith. Die Planungen sahen vor, mit den beiden Baureihen die SJ V3 aus den 1950er Jahren zu ersetzen. Daher hatten die beiden Loktypen ein ähnliches Aussehen, lediglich die V 5 hatte eine kantigere Form. Sie wurden mit Mehrfachsteuerung ausgestattet, mit der maximal drei Lokomotiven von einem Führerstand aus betrieben werden können.
SJ begann während der 1990er Jahre die Lokomotiven von orange in blau umzulackieren. Zudem wurden sie mit Funkfernsteuerung nachgerüstet.
V5 150 und V5 152 erhielten später einen GM-V149-Dieselmotor mit 440 kW.

## GC V5

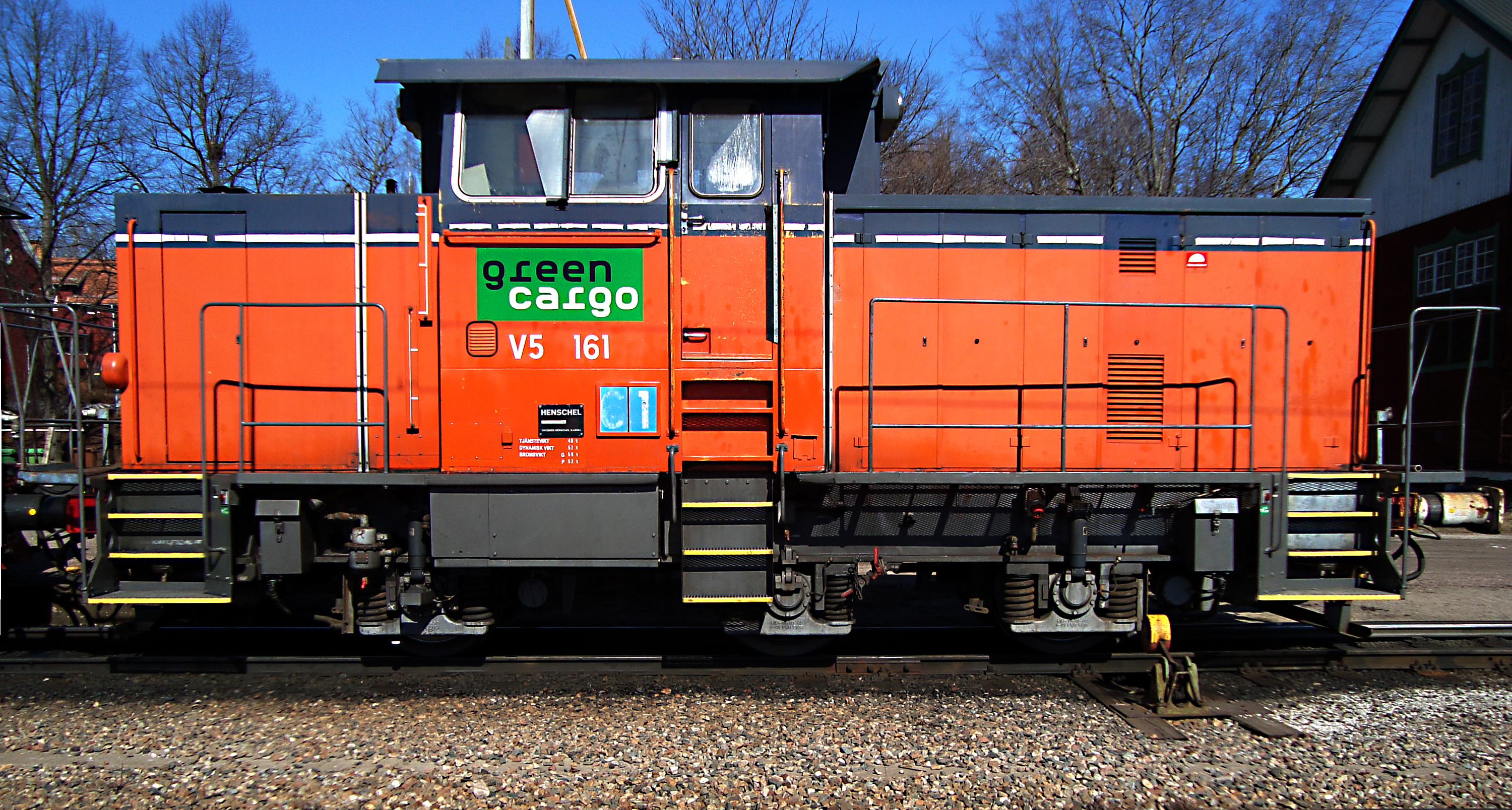
V5 in der ursprünglichen Farbe von SJ, aber mit Logo von Green Cargo

Nach der 2001 erfolgten Aufteilung von SJ gingen alle Lokomotiven an die Güterverkehrssparte Green Cargo. Sie werden dort unter der Baureihenbezeichnung GC V5 mit den gleichen Betriebsnummern geführt.

## NRFAB V5
2015 wurden die V5 152–157, 164, 165, 168, 171, 172, 175, 180 und 185 an die Leasing-Gesellschaft Nordic Re-Finance AB verkauft und erhielt dort die Bezeichnung NRFAB V5 mit gleichbleibender laufender Nummer.